# Rich Hill
Richard Joseph Hill (Milton, Massachusetts, Estados Unidos; 11 de marzo de 1980) es un lanzador de béisbol profesional estadounidense  para Boston Red Sox de Major League Baseball (MLB). Hill jugó béisbol universitario para los Michigan Wolverines. Fue reclutado tres veces en el draft de Grandes Ligas de Béisbol (1999, 2001 y 2002) antes de firmar en 2002.
Ha ganado los honores de Lanzador del Mes de la Liga Americana y de la Liga Nacional. Él es el único lanzador en la historia de las mayores que ha tenido un juego perfecto interrumpida por un error de entrada de fildeo noveno, y el único lanzador en la historia de la Liga Mayor de tener un juego sin hits divide en entradas extras por un walk-off home run.

## Primeros años
Hill nació y creció en Milton, Massachusetts y jugó para el equipo de béisbol Varsity de Milton High School cuando era un estudiante de primer año. Es uno de los cuatro que lo hacen en la historia de la escuela. Fue seleccionado por los Rojos de Cincinnati en la ronda 36 del Draft de la Major League Baseball (MLB) de 1999; lo consideró un gran honor, pero admitió que no estaba listo para jugar béisbol profesional, así que decidió jugar béisbol universitario para los Michigan Wolverines. Como estudiante de primer año, lanzó en 13 juegos con cinco aperturas y un alto promedio de carreras ganadas de 9.23 (ERA) pero se convirtió en miembro de tiempo completo de la rotación cuando era estudiante de segundo año y tuvo un récord de 3–5 con una efectividad de 3.84 en 15 juegos, incluyendo un cierre completo del juego. Fue reclutado nuevamente en la séptima ronda del Draft de la MLB de 2001 por los Angels de Anaheim, pero decidió regresar a la escuela para su temporada júnior, alegando que no estaba contento con el dinero ofrecido por los Angelinos. Hill también lanzó para el Chatham A de la Liga de Cape Cod durante el verano de 2000 y 2001, trabajando 56 1/3 entradas y ponchó a 76. En su temporada júnior en Míchigan en 2002, tuvo marca de 3-7 con una efectividad de 3.55 en 15 juegos, incluidos ocho juegos completos y dos blanqueadas. Ponchó a 104 mientras caminaba solo 38.

## Carrera profesional
Hill ha jugado para los Cachorros de Chicago, los Orioles de Baltimore, los Indios de Cleveland, Los Angeles Angels, los Yankees de Nueva York, los Medias Rojas de Boston y los Atléticos de Oakland. Hizo su debut en MLB en 2005.

### Chicago cubs

#### 2002-2004
Fue reclutado en la cuarta ronda del draft de las Grandes Ligas de Béisbol de 2002 por los Cachorros de Chicago y se firmó el 10 de julio de 2002. Se le había calificado como uno de los mejores jugadores de curva en el draft, pero los problemas mecánicos y de control lo mantuvieron fuera de las primeras rondas. Comenzó su carrera profesional con los Boise Hawks de la Northwest League, donde tuvo una marca de 0-2 con una efectividad de 8.36 en seis juegos. En 2003, con Boise tuvo un récord de 1-6 con efectividad de 4.35 en 14 aperturas y lideró la Liga del Noroeste en ponches con 99. Fue ascendido a Lansing Lugnuts de laMidwest League, donde tuvo un récord de 0-1 con una efectividad de 2.76 en 15 partidos (4 aperturas).
En 2004, fue asignado a los Cachorros de Daytona de la Liga Estatal de Florida. Tenía marca de 7–6 con una efectividad de 4.03 en 28 juegos (19 aperturas) y 136 ponches. También fue seleccionado por Baseball America por tener la mejor curva en la organización de los Cachorros.

#### Temporada 2005
Comenzó la temporada 2005 con el West Tenn Diamond Jaxx de la Southern League. Hizo 10 aperturas para ellos, con un récord de 3-3 y efectividad de 3.28 mientras lideraba la liga en ponches con 90. Obtuvo una promoción en mayo a los Triple-A Iowa Cubs de la Pacific Coast League. En 11 juegos para Iowa, estuvo 6–1 con una efectividad de 3.60 y 92 ponches. Obtuvo distinciones de Milb.com como el mejor actor del año.
Hizo su debut en las Grandes Ligas el 15 de junio de 2005 contra los Marlins de Florida. Lanzó una entrada de relevo, permitió dos carreras y tres hits, y no tomó en cuenta la decisión. Ponchó a Carlos Delgado en su primer ponche de Grandes Ligas.
Su primera apertura fue el 25 de julio de 2005, sustituyendo a Kerry Wood, quien se lesionó a menudo, contra los Gigantes de San Francisco. Una vez más, permitió dos carreras limpias, pero duró cinco entradas. El juego fue memorable debido a que Hill tropezó con la tercera base en su camino hacia el plato luego de que Todd Walker manejara por la línea del jardín derecho. Con solo un out y los Cachorros derrotados por uno, Walker se vio obligado a detenerse en la primera base, y Jerry Hairston, Jr. (quien estaba detrás de Hill) en la segunda. Hill no anotó, y regresó a tercera base ileso. Terminó la temporada con un récord de 0-2 en 10 juegos (23 2/3 entradas) mientras se hacen cuatro aperturas. Su efectividad fue de 9.13 y ponchó a 21 mientras caminaba 17.

#### Temporada 2006

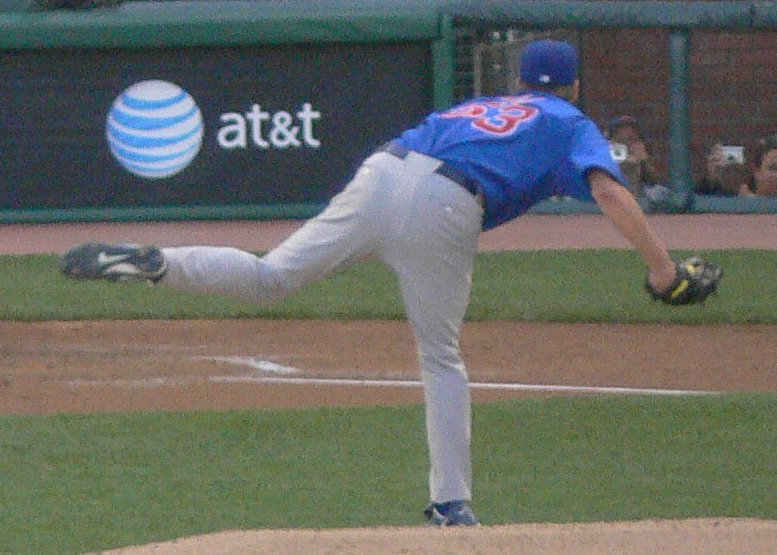
Hill lanzando para los Cachorros de Chicago en 2006

En 2006, comenzó la temporada en Triple-A con los Cachorros de Iowa, pero fue convocado el 4 de mayo para comenzar contra los Diamondbacks de Arizona. Él llamó la atención en Chicago más tarde en el mes durante el clásico de la ciudad con los Medias Blancas de Chicago. El 20 de mayo, perdió ante los Medias Blancas 7-0, y fue el titular en el juego que vio a AJ Pierzynski atropellar al receptor de los Cachorros Michael Barrett en el plato en una gran colisión. Hill fue enviado de vuelta a Triple-A Iowa al día siguiente. Hizo 15 aperturas para Iowa y tuvo marca de 7–1 con una efectividad de 1.98 y 135 ponches. Fue seleccionado para la Liga de la Costa del Pacífico de mitad de temporada.El juego de las estrellas, donde él era la estrella principal, y más tarde fue seleccionado como estrella de la postemporada y estrella triple de béisbol A de América.
Regresó a las Grandes Ligas el 27 de julio ante los Cardenales de San Luis. Duró sólo 3 1/3 entradas, permitiendo cuatro carreras y seis hits - tres pasaportes. El 1 de agosto, derrotó a los Diamondbacks de Arizona, su primera victoria en Grandes Ligas, y el 6 de agosto, obtuvo su segunda victoria y su primera racha de victorias. El 6 de septiembre, Hill avivó un récord personal de 11 bateadores en una victoria de los Cachorros sobre los Piratas de Pittsburgh. El primer juego completo y el blanqueo de Hill se produjo frente a los Rojos de Cincinnati en un juego en el que aventó 10 y permitió solo dos hits, el 16 de septiembre. Los dos juegos completos de Hill fueron los únicos GC del equipo de lanzadores de los Cachorros en la temporada 2006, y fue uno de los colaboradores más sólidos en la rotación luego de ser recuperado, con un récord de 6-3 con una efectividad de 2.93.

#### Temporada 2007
Se unió a la rotación inicial de los Cachorros después del entrenamiento de primavera y fue el abridor número 4 en la rotación detrás de Carlos Zambrano, Ted Lilly y Jason Marquis. Lanzó contra los Cerveceros de Milwaukee para su primera apertura de la temporada 2007, lanzando un juego perfecto en las primeras cinco entradas y terminando con solo un hit y una carrera en más de 7 entradas lanzadas. Continuó sobresaliendo durante abril, lo que llevó a algunos a especular que asumía el puesto de as en la rotación de los Cachorros mientras armaba una racha de 18 entradas consecutivas sin una carrera merecida.
El receptor de los Cachorros, Michael Barrett, describió el lanzamiento característico de Rich como lo siguiente.

La bola curva de [Hill] es tan eléctrica que las primeras veces que lo atrapé, tenía una tendencia a subir en la curva porque me picaba mucho. Simplemente ya no ves una bola curva zurda como esa. Cuando él es bueno, no se cuelga, y es casi insostenible.

Sufrió un revés en Filadelfia, donde sufrió su segunda derrota de la temporada, permitió cinco carreras y se fue antes de recibir outs en la sexta entrada. Su siguiente inicio en la ciudad de Nueva York produjo resultados similares al publicar su tercera derrota, y Lou Piniella señaló problemas de control. Los problemas continuaron en San Diego durante su próxima apertura, donde recuperó su tercera derrota consecutiva 5-1 ante los Padres y renunció a cuatro jonrones. Piniella extendió su análisis del lanzamiento de Hill: "No es el mismo lanzador que salió del entrenamiento de primavera. Le faltaban puntos. Algunos de esos lanzamientos fueron golpeados fuera del parque, el receptor estaba sentado en la esquina exterior y las pelotas están dentro, pero podrían haber estado afuera. Tiene que seguir trabajando. Tampoco está lanzando tan fuerte por ninguna razón".
Rebotó en sus siguientes tres aperturas, yendo a veintiún innings y permitiendo solo dos carreras ganadas. Hill igualó su récord personal con once ponches contra los Bravos el 7 de junio de 2007. Para la temporada tuvo una marca de 11-8 con una efectividad de 3.92 en 32 aperturas con 183 ponches.
Comenzó el juego 3 de la Serie de la División de la Liga Nacional de 2007 contra los Diamondbacks de Arizona, pero Chris Young conectó un jonrón en su primer lanzamiento del juego y solo duró tres entradas, permitiendo seis hits y tres carreras mientras los Cachorros fueron barridos en la serie.

#### Temporada 2008
Volvió a trabajar en su entrega durante el entrenamiento de primavera en 2008 después de algunos problemas iniciales con su comando, pero mantuvo su lugar en la rotación cuando comenzó la temporada. Luchó para comenzar la temporada, hizo cinco aperturas, y tuvo marca de 1-0 con una efectividad de 4.12, ponchó a 15 pero también caminó a 18. En su apertura final, contra los Cardenales de San Luis el 2 de mayo, caminó a cuatro de los primeros seis bateadores que enfrentó y fue removido en la primera entrada. El 3 de mayo, fue enviado nuevamente a Triple-A Iowa para que se le resolviera el control.
Continuó teniendo problemas de control en las menores y se cerró con una espalda rígida el 17 de mayo. Tuvo varias distensiones musculares el resto de la temporada, realizando solo 13 aperturas en las menores para Iowa, Daytona y los Cachorros de la Liga de Arizona, y estuvo 4-7 con una efectividad de 5.85 y 44 bases por bolas. Jugó para los Tigres de Aragua de la Liga de Invierno de Venezuela después de la temporada y se fue de 1–2 con una efectividad de 6.86 en nueve partidos (seis aperturas), caminando 23 mientras ponchó a 16.

#### Orioles de Baltimore

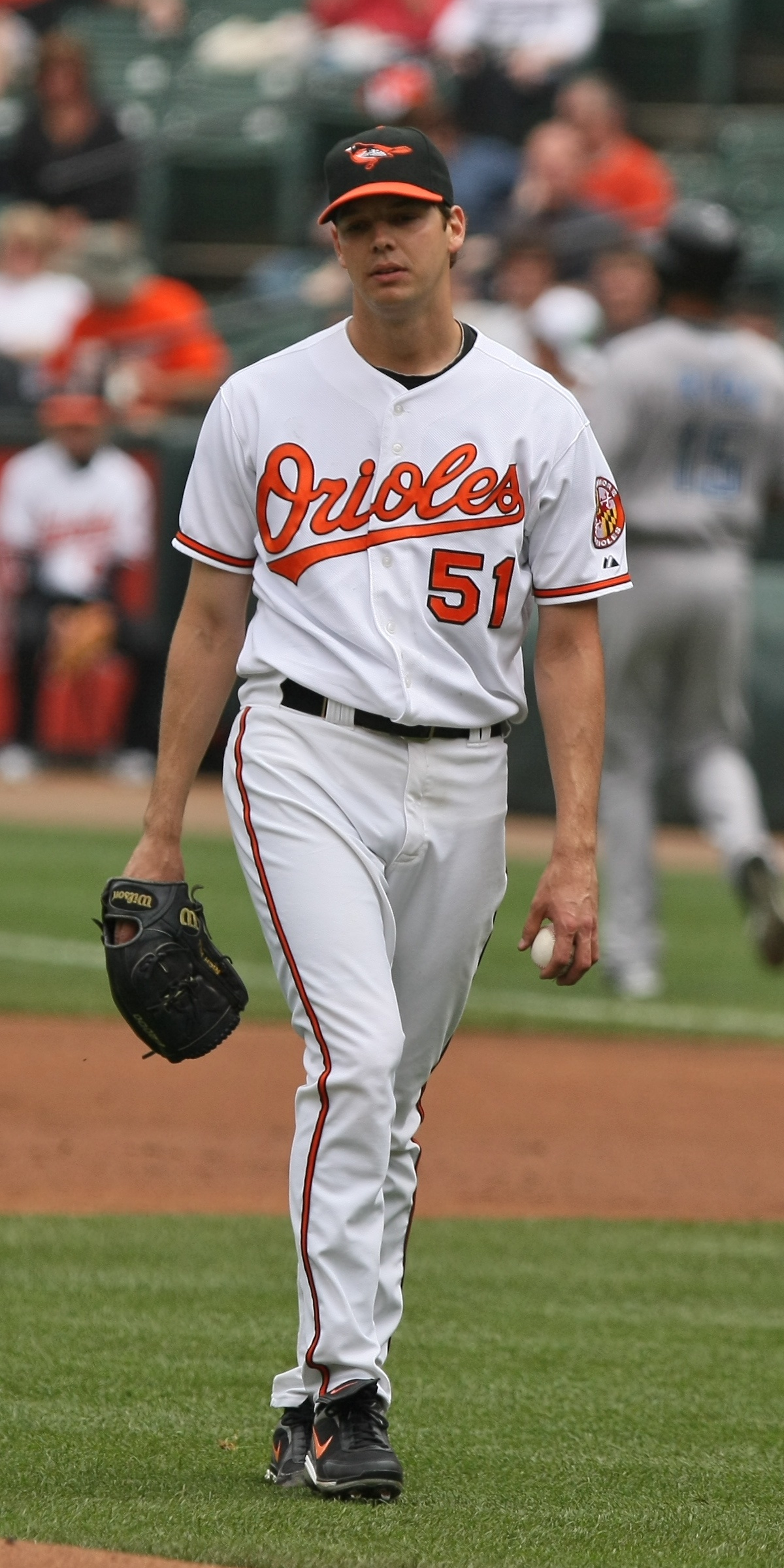
Hill durante su permanencia con los Orioles de Baltimore en 2009

El 2 de febrero de 2009, fue canjeado a los Orioles de Baltimore por otro jugador.
Sufrió una lesión en el codo en el entrenamiento de primavera y comenzó la temporada en la lista de lesionados. No hizo su debut con los Orioles hasta el 16 de mayo de 2009, pasando 5 2/3 con seis ponches y fue el lanzador ganador. Comenzó 13 juegos para Baltimore con un registro de 3-3, una efectividad de 7,80, y 46 ponches en 57 2/3 entradas. El 29 de julio, se reveló que Hill tenía un labrum desgarrado en el hombro izquierdo y que había estado lanzando a través de él durante toda la temporada. Fue colocado en la lista de discapacitados durante el resto de la temporada y se sometió a una cirugía para reparar el labrum el 8 de agosto. Fue excluido de la lista de 40 hombres el 30 de octubre30 y eligió a la agencia libre el 3 de noviembre.

#### Cardenales de San Luis
El 26 de enero de 2010, Hill firmó un contrato de ligas menores con los Cardenales de San Luis con una invitación a los entrenamientos de primavera . El gerente general, John Mozeliak, dijo que Hill se recuperó de su cirugía y que se esperaba que compitiera por el quinto puesto inicial. Tuvo problemas en los juegos de entrenamiento de primavera, lo que fue frustrante para él, y fue derrotado por Jaime García en la batalla por el quinto puesto de titular.
Fue asignado a Triple-A Memphis Redbirds donde tuvo un récord de 4–3 en 23 juegos (46 IP) más una efectividad de 4.30 y 47 ponches. Solo hizo cuatro aperturas y fue utilizado principalmente fuera del bullpen por primera vez en su carrera. En junio de ese año, canceló su contrato con San Luis.

#### Boston Red Sox
El 30 de junio de 2010, firmó un contrato de ligas menores con los Medias Rojas de Boston. Se le asignó la Triple-A Pawtucket Red Sox. Apareció en 19 juegos para ellos, seis de los cuales fueron aperturas, y tuvo un récord de 3-1 y efectividad de 3.74. Fue convocado a la lista de Grandes Ligas de los Medias Rojas el 13 de septiembre e hizo su debut con ellos como relevista contra los Marineros de Seattle al día siguiente, retirando al único bateador que enfrentó y registrando la victoria. Apareció en seis juegos el resto de la temporada, trabajando cuatro entradas fuera del bullpen, ponchando a tres, caminando uno y ninguna carrera recibida. Al final de la temporada, fue superado por los menores y se convirtió en agente libre el 6 de noviembre.
Los Medias Rojas volvieron a firmar a Hill para un contrato de ligas menores con una invitación al entrenamiento de primavera el 16 de diciembre de 2010. Hizo la transición a un lanzador "sidewinder" durante el entrenamiento de primavera y realizó otros relevistas que intentaron formar parte de la lista, pero optó de nuevo a Pawtucket para comenzar la temporada.  Apareció en 10 juegos en las menores, lanzando 16 entradas y tuvo una efectividad de 1.12 con una salvada. Su contrato fue comprado por los Medias Rojas y fue llamado a las Grandes Ligas el 5 de mayo.
El 29 de mayo, se lesionó el codo izquierdo y el 9 de junio, se sometió a una cirugía para reparar un ligamento colateral desgarrado. En nueve juegos con los Medias Rojas en 2011, Hill lanzó ocho innings, ponchó a 12, caminó tres y no permitió carreras. El 12 de diciembre, no recibió ninguna oferta y se convirtió en agente libre.

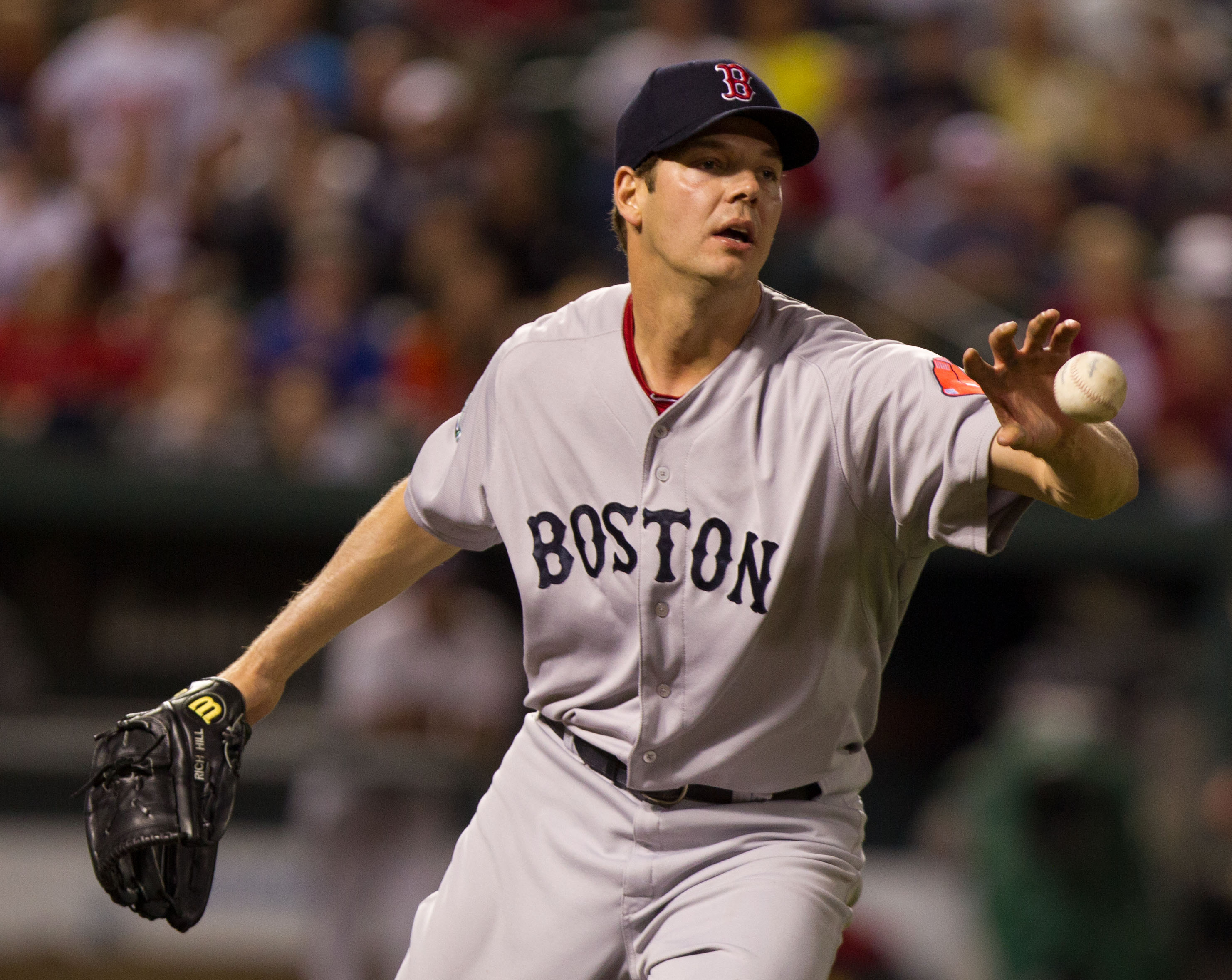
Rich Hill el 21 de mayo de 2012

El 30 de diciembre de 2011, los Medias Rojas volvieron a firmar a Hill para un contrato de ligas menores que incluía una invitación para el entrenamiento de primavera. Su recuperación progresó antes de lo programado e hizo su primera aparición de rehabilitación en las menores, con Greenville Drive, el 7 de abril de 2012. Hizo 16 apariciones de rehabilitación en ligas menores, en cinco niveles diferentes, y tuvo una marca de 2.20 de efectividad con 27 ponches y cinco bases por bolas. Se reincorporó a la lista de los Medias Rojas el 27 de abril. Experimentó un dolor renovado en su codo el 10 de junio y fue colocado de nuevo en la lista de discapacitados. Fue diagnosticado con un músculo flexor distendido y no se reincorporó a la lista hasta el 1 de septiembre. En general, apareció en 25 juegos para los Medias Rojas en el 2012, con una efectividad de 1.83 en 19 2/3 entradas y 21 ponches. No se licitó el 30 de noviembre y se convirtió en agente libre.

#### Indios de Cleveland
El 7 de febrero de 2013, firmó un contrato de ligas menores con una invitación al entrenamiento de primavera de las grandes ligas con los Indios de Cleveland. Terry Francona, quien había sido el mánager de Hill durante su tiempo con los Medias Rojas, ahora era el mánager en Cleveland y quedó impresionado con sus cosas y su regreso de la lesión. El 11 de marzo, los indios compraron su contrato y lo agregaron a la lista de 40 hombres. El primer día estuvo como lanzador de relevo.
Durante la temporada 2013 de MLB, apareció en una carrera de alto 63 partidos, trabajando 38 2/3 entradas y fue de 1-2 con una efectividad de 6.28. También ponchó a 51 bateadores mientras caminaba 29. Su promedio de corredores heredados varados fue de 11.88. Fue uno de los líderes en corredores heredados varados con 51. Se convirtió en agente libre al final de la temporada.

#### Boston / LA Angels / New York Yankees
El 9 de febrero de 2014 firmó un acuerdo de ligas menores para regresar a los Medias Rojas de Boston. El acuerdo incluía una invitación para el entrenamiento de primavera. Hill llegó tarde al campamento después de una emergencia familiar, lo que causó que se quedara detrás de los otros relevistas en el campamento y no llegó a la lista del día de la apertura. Fue asignado a Pawtucket donde tuvo una efectividad de 3.23 en 25 juegos.
Fue cambiado a Los Angeles Angels por consideraciones de efectivo el 1 de julio de 2014. Apareció en solo dos juegos para los Angels, ambas partes de un doble título que se jugó ese día. En el primer juego, permitió un sencillo y caminó a dos bateadores y en el segundo juego, caminó al único bateador que enfrentó y lanzó un lanzamiento descontrolado. Fue designado para asignación unos días más tarde, sin aparecer en otro juego, y luego liberado el 11 de julio.
El 17 de julio de 2014, firmó un contrato de ligas menores con los Yankees de Nueva York y fue asignado a los Ferrolistas de Triple A Scranton/Wilkes-Barre. Con los RailRiders, apareció en cuatro juegos y no permitió carreras. Los Yankees lo promovieron a las ligas mayores el 5 de agosto. Fue designado para asignación el 29 de agosto, pero fue re-agregado a la lista el 2 de septiembre. En general, apareció en 14 partidos, trabajando un total de 5 1/3 entradas con una efectividad de 1.69.

#### Washington / Long Island
El 27 de febrero de 2015, Hill firmó un acuerdo de ligas menores con los Nacionales de Washington que incluyó una invitación al entrenamiento de primavera. A pesar de que firmó tiempo después de que había comenzado el campamento, el mánager Matt Williams dijo que tenían la intención de que compitiera por un puesto de bullpen en el equipo. A pesar de lanzar bien en los juegos de exhibición, Hill no llegó a la lista del primer día y fue reasignado a los jefes de Triple-A Syracuse el 4 de abril. Expresó su decepción por la decisión. Apareció en 25 juegos para los Jefes, trabajando 21 2/3 entradas para un registro de 2-2 y 2.91 de efectividad. Fue liberado por los Nacionales el 24 de junio después de ejercer la cláusula de exclusión voluntaria en su contrato.
El 28 de julio de 2015, después de no recibir ninguna otra oferta, Hill firmó con los Patos de Long Island de la Liga Atlántica de Béisbol Profesional. Hizo dos aperturas con los Patos. El 9 de agosto, ponchó a 14 bateadores en seis entradas contra los Camden Riversharks, empatando el récord de la franquicia. Lanzó 11 entradas para los Ducks en esas dos aperturas, con 21 ponches, solo tres bases por bolas, dos hits y ninguna carrera.

#### Regreso a Boston
Firmó un contrato de ligas menores con los Medias Rojas el 14 de agosto de 2015. Hizo cinco aperturas para Pawtucket y tuvo marca de 3-2 con una efectividad de 2.78. Fue criado de Pawtucket el 8 de septiembre e hizo su primera apertura en las Grandes Ligas desde 2009 el 13 de septiembre, permitiendo un hit en siete entradas, mientras ponchó a 10 bateadores y caminó a uno. El 25 de septiembre,  lanzó un juego completo de dos hits mientras ponchaba a 10 bateadores por tercer inicio consecutivo. En cuatro aperturas para los Medias Rojas, tuvo marca de 2-1 con una efectividad de 1.55 y 36 ponches.

#### Oakland Athletics
El 17 de noviembre de 2015, acordó un contrato de un año con los Atléticos de Oakland por $6 millones. Después del entrenamiento de primavera, fue nombrado el quinto abridor, pero terminó comenzando el Día Inaugural después de que el abridor planeado, Sonny Gray, fue hospitalizado con un caso de intoxicación alimentaria. Tuvo una efectividad de 2.25 y un récord de 9-3 en 14 aperturas. Fue nombrado Lanzador del Mes de la Liga Americana en mayo de 2016 luego de registrar un récord de 5–1 con efectividad de 2.13 y 37 ponches en seis aperturas.

#### Los Angeles Dodgers
El 1 de agosto de 2016, los Atléticos cambiaron a Hill y Josh Reddick a Los Angeles Dodgers por Grant Holmes, Jharel Cotton y Frankie Montas. Hizo su debut como Dodger el 24 de agosto, lanzando seis entradas sin carreras y ganando la victoria en un juego de 1-0 contra los Gigantes de San Francisco. El 10 de septiembre, lanzó siete entradas perfectas contra los Miami Marlins antes de ser reemplazado por un lanzador de relevo. Era la primera vez en la historia de las Grandes Ligas que un mánager tiraba de un lanzador tan tarde en el juego con un juego perfecto al alcance. En seis aperturas para los Dodgers, tuvo una marca de 3-2 con una efectividad de 1.83.
Comenzó el segundo juego de la Serie de la División de la Liga Nacional 2016 contra los Washington Nationals, lanzando bien durante tres entradas antes de permitir un jonrón de tres carreras a José Lobatón en la cuarta entrada de lo que se convirtió en una derrota por 5-2. Volvió a la cancha con poco descanso en el juego decisivo de cinco, lanzando 2 2/3 entradas en un juego de los Dodgers finalmente ganaron 4-3. En el juego tres de la Serie de Campeonato de la Liga Nacional 2016, solo permitió dos hits en seis entradas en la victoria de los Dodgers sobre los Cachorros de Chicago. Sin embargo, los Cachorros regresaron y vencieron a los Dodgers en seis juegos para ganar la serie.
El 5 de diciembre de 2016, los Dodgers volvieron a firmar a Hill por un contrato de tres años y $48 millones. Hill bajó con una ampolla en su dedo medio izquierdo, un problema que le había molestado durante la temporada anterior. Haciendo su primera apertura de la temporada contra los Padres de San Diego el 5 de abril de 2017, lanzó cinco entradas, pero dejó el juego con la ampolla persistente en su dedo. Dos días después, el 7 de abril, Hill fue colocado en la lista de incapacitados de 10 días. El 17 de abril, fue colocado nuevamente en la lista de incapacitados por 10 días debido a la persistencia de la ampolla del dedo, marcando la segunda vez en casi 11 días que Hill fue a la lista de discapacitados. Regresó a la alineación para ganar los honores del Lanzador del Mes de la Liga Nacional en julio con un registro de 4-0, 1.45 de efectividad y 40 ponches con solo 5 bases por bolas en 5 aperturas.
El 23 de agosto de 2017, contra los Piratas de Pittsburgh, Hill estuvo lanzando un juego perfecto en ocho entradas hasta que Logan Forsythe cometió un error de fildeo en la novena entrada. Permaneció en el juego por la décima entrada, pero su bateador sin hits terminó con un jonrón por Josh Harrison, que fue el primer jonrón en el que no hubo bateadores (y segundo. fuera de juego, siguiendo a Harvey Haddix en 1959). Este fue el primer juego perfecto dividido por un error de novena entrada en la historia de la MLB, y se convirtió en el primer lanzador desde Lefty Leifield de los Pittsburgh Pirates de 1906 en perder una decisión a pesar de lanzar al menos nueve entradas con uno o menos hits y sin permitir carreras. Para la temporada 2017, tuvo un récord de 12-8 con una efectividad de 3.32 en 25 aperturas. Lanzó en un juego en la NLDS 2017, permitiendo dos carreras en cuatro entradas y en una apertura en la NLCS 2017, limitó a los Cachorros a una carrera y tres hits en cinco entradas, mientras ponchó a ocho. En dos aperturas en la Serie Mundial de 2017, que permitió un total de dos carreras y siete hits en 8 2/3 entradas con 12 ponches.
Durante los primeros 2 meses de la temporada 2018, estuvo dos veces en la lista de lesionados debido a problemas recurrentes de ampollas en su mano de lanzamiento.
Comenzó en el juego 4 de la Serie Mundial de 2018 para los Dodgers y lanzó 6 innings contra los Medias Rojas de Boston al haber dado solo un hit en 91 lanzamientos. Luego, el gerente Dave Roberts lo sacó del juego de manera controversial luego de ponchar a Eduardo Núñez. Los Medias Rojas anotaron 9 carreras después de la salida de Hill del juego en una eventual derrota por 9-6 de los Dodgers que luego perdieron los juegos de la Serie Mundial 4 a 1.

## Vida personal
Hill se casó con Caitlin McClellan, una enfermera, el 11 de noviembre de 2007. La pareja tuvo dos hijos, Brice y Brooks. Brooks murió de lo que se describió como "múltiples problemas de salud".